# Reifendruckkontrollsystem

Kontrollleuchtensymbol Druckverlust

Reifendruckkontrollsysteme (zu RDKS, RDC oder RDK abgekürzt; englisch tire pressure monitoring systems (TPMS)) dienen der Überwachung des Reifendrucks bei Kraftfahrzeugen, insbesondere um Unfälle durch fehlerhaften Reifendruck zu verhindern. Ein optimal eingestellter Reifendruck spart Kraftstoff, vermeidet unnötigen Reifenverschleiß und dient der Fahrsicherheit. Als Erweiterung zur reinen Überwachung haben Geländewagen und LKW gelegentlich eine Reifendruckregelanlage.
Konstruktiv wird zwischen direkten und indirekten Systemen unterschieden. Bei direkten Systemen wird permanent mit einem elektronischen Sensor der Luftdruck des Reifens gemessen. Bei indirekten Systemen werden die Raddrehzahlschwankungen erfasst.

## Direkte Systeme

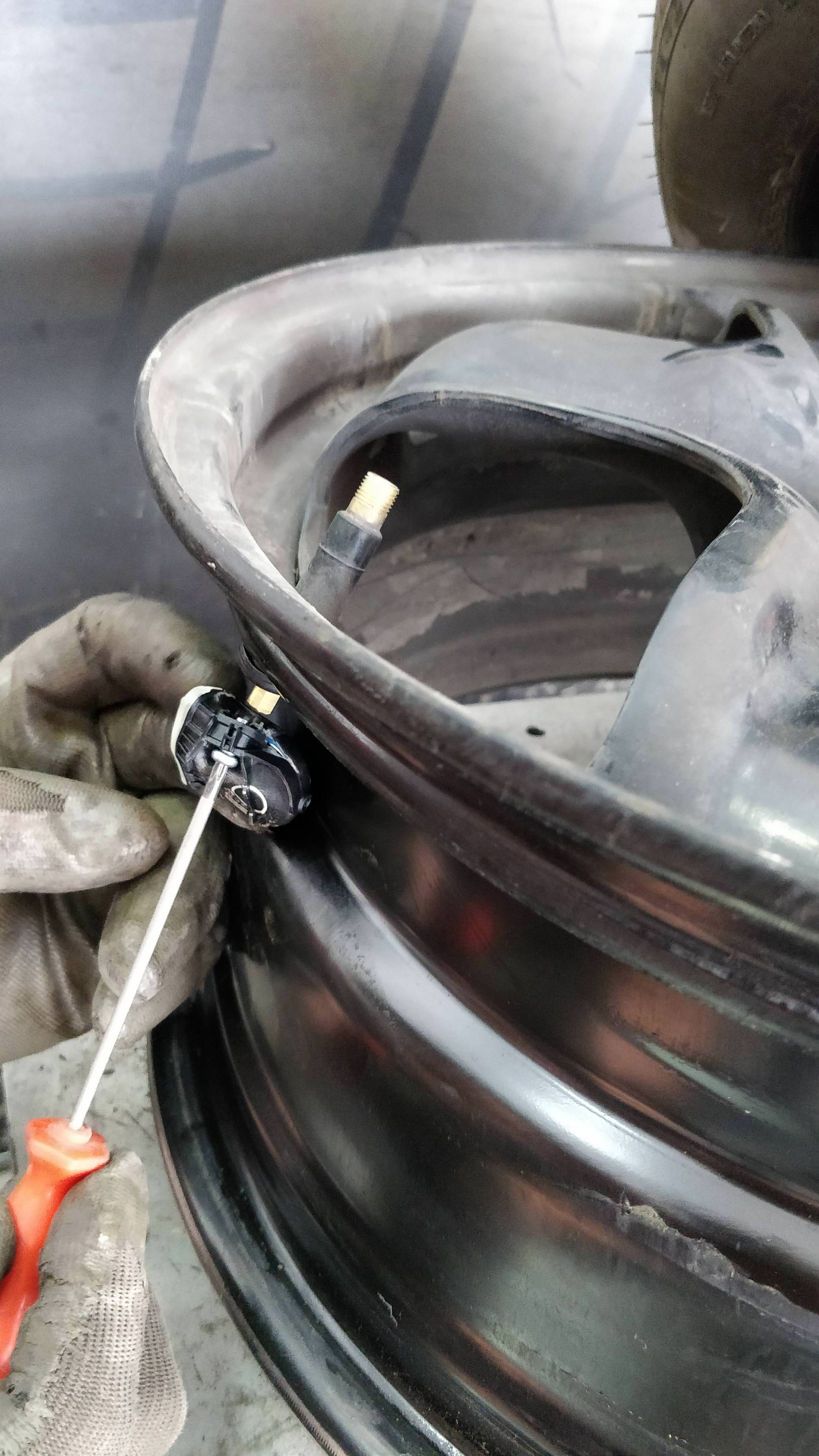
Ausbau eines beschädigten RDKS-Sensors

Bei direkt messenden Systemen erfasst ein Drucksensor aktiv den Innendruck und, je nach Ausführung, auch die Lufttemperatur eines Reifens. Diese Informationen werden zusammen mit einem Identifikator in gewissen Intervallen über Funk an ein Anzeigegerät zum Ablesen der Daten im Fahrzeug übertragen. Diese Systeme können Druckverluste an allen Reifen erkennen, da sie direkt den Reifenluftdruck überwachen. Je nach Anzeigekonzept bekommt der Fahrer Information über die aktuellen Druckwerte der Reifen im Klartext, die er entweder ständig in einer Anzeige sieht, oder über Knopfdruck abfragen kann, oder auch nur eine Warnung bei zu geringem Reifendruck.
Für die Anbringung der Sensoren gibt es zurzeit folgende Systeme:
- Befestigung im Reifen am Ventil
- Befestigung außerhalb des Reifens auf dem Ventil anstatt der Ventilkappe

Für die Befestigung innen am Ventil werden die Funksensoren von speziell dafür vorgesehenen Metallventilen angeschraubt; dafür muss der Reifen demontiert werden; am einfachsten geschieht dies deswegen beim Montieren von neuen Reifen. Die Unwucht, die durch das Sensorgewicht (ca. 40 Gramm) entsteht, wird beim Auswuchten des Rads kompensiert. Um eine Drucküberwachung auch bei stehendem Fahrzeug beziehungsweise eine automatische Zuordnung der Modulpositionen zu gewährleisten, können die TPMS-Sensoren mit einem Niederfrequenz-Signal angetriggert werden. Hierzu sind in den Radkästen Niederfrequenz-Antennen verbaut. Die Sensorbatterien haben eine Lebensdauer von etwa sieben bis zehn Jahren; danach muss der Sensor ersetzt werden, da die Batterien nicht gewechselt werden können. Es kommen Lithiumzellen zum Einsatz.
Ventilkappen-Funksensoren werden auf die Ventile anstatt der normalen Ventilkappen aufgeschraubt. Sie wiegen nur zirka 10 Gramm (inkl. Batterie), und die Batterie kann einfach ausgewechselt werden. Beim Aufschrauben ist zu beachten, dass die Sensoren nicht aus der Felgenkontur herausragen dürfen, sonst muss ein kürzeres Ventil montiert werden. Auch hier sollten die Räder mit den Sensoren ausgewuchtet werden. Die Ventilkappen-Sensoren kann man einfach von Sommer- auf Winterräder und umgekehrt wechseln. Die Vorteile bei diesem System liegt in der einfachen Anwendung. Zu beachten ist, dass bei kleineren Reifendurchmessern und höheren Geschwindigkeiten das Ventil durch die auftretende Zentrifugalbeschleunigung mechanisch belastet wird. Daher sind diese Systeme nur bei langsameren Fahrzeugen empfehlenswert.
Für zukünftige Systeme werden von verschiedenen Herstellern Sensormodule entwickelt, die direkt in den Reifen eingeklebt sind. Hierdurch werden Schwierigkeiten vermieden, die bei der Montage von Felgenmodulen auftreten können (z. B. Undichtigkeiten am Ventil oder Zerstörung bei der Montage). Weiterhin ergibt sich mit einer Modulposition am Reifen die Möglichkeit, Reifendaten an das Fahrzeug zu übertragen (z. B. DOT-Nummer oder Geschwindigkeitsindex). Mit Hilfe dieser Reifeninformationen können zum einen Regelsysteme wie Fahrdynamikregelung oder Antiblockiersystem angepasst werden, zum anderen erhält der Fahrer komfortabel zusätzliche Informationen über seine Reifen. Grundsätzlich können auch diese Reifenmodule wie herkömmliche Module über Batterien mit Spannung versorgt werden. Es wird jedoch auch an Piezogeneratoren gearbeitet, die direkt im Reifen die erforderliche elektrische Energie erzeugen und als Betriebsenergie für die Module bereitstellen.

## Indirekte Systeme
Indirekte Systeme schließen passiv auf einen Druckverlust – zum einen aus den leicht unterschiedlichen Drehzahlen der einzelnen Räder (wenn eines der Räder zu sehr von den anderen abweicht), und zum anderen durch das Schwingverhalten der einzelnen Reifen. Zur Gewinnung der erforderlichen Daten wird auf die in Fahrzeugen sowieso vorhandenen Sensoren zurückgegriffen. Die Raddrehzahlen werden für ABS, ESP und ASR mit einer Zahnscheibe und einem Hallgeber abgetastet. Indirekte Systeme sind daher in der Regel im ABS-/ESP-Steuergerät integriert, vereinzelt existieren auch Lösungen mit eigenen Steuergeräten.
Indirekte Systeme nutzen zur Drucküberwachung zwei physikalische Effekte:
- Abrollumfang: Im Falle eines Druckabfalls in einem Reifen verringert sich dessen Außendurchmesser, wodurch die Drehzahl dieses Rades in Relation zu den anderen ansteigt. Es wird also festgestellt, wenn ein Rad sich im Vergleich zu den anderen Rädern durch Luftverlust des Reifens schneller dreht. Dieser Drehzahlanstieg wird als Druckabfall interpretiert und der Fahrer wird gewarnt. Da dieser Effekt nur auf dem Vergleich der Raddrehzahlen untereinander basiert, wird ein gleichzeitiger Druckverlust in allen Reifen (z. B. durch vernachlässigte Reifendruckkontrolle durch den Benutzer) nicht erkannt.
- Frequenzeffekt: Die Räder weisen einen charakteristischen Schwingungsmodus auf, der als Schwingung zwischen Reifengürtel und Felge interpretiert werden kann. Da diese Schwingung druckabhängig ist, kann bei einer Verschiebung dieser Schwingung auf einen Druckverlust geschlossen werden. Da dieser Effekt radindividuell ist, können hier auch Druckverluste an allen Reifen gleichzeitig (Diffusion) erkannt werden. Die Schwingungen werden durch einen Hallgeber erfasst, der dafür deutlich hochfrequenter als für die Reifendrehzahl abgefragt werden muss.[7]

Bei allen indirekten Systemen muss bei einer Anpassung des Luftdrucks oder der Montage anderer Reifen ein Reset durch den Fahrer durchgeführt werden. Das System lernt dann das aktuelle Systemverhalten als Referenz. Während der ersten Phase nach dem Reset misst es die Raddrehzahlen und Frequenzen und speichert diese. Im weiteren Fahrbetrieb werden dann die auftretenden Werte mit den gelernten Werten verglichen. Sobald eine bestimmte Veränderung auftritt, wird der Fahrer gewarnt. Somit werden bei beiden Effekten (Abrollumfang, Frequenzeffekt) Änderungen zum Soll betrachtet – eine Messung des Drucks ist nicht möglich.
Die gesetzlichen Anforderungen nach ECE R64 und FMVSS 138 werden von Systemen erfüllt, die beide Effekte nutzen. Namhafte Fahrzeughersteller haben diese Systeme homologiert und rüsten ihre Fahrzeuge serienmäßig damit aus.
Viele Zulieferer arbeiten an indirekten Reifendruckkontrollsystemen, bekannt sind vor allem NIRA Dynamics AB, Sumitomo Rubber Industries und DUNLOP TECH.
Als Erweiterung der Reifendruckkontrolle kann mit einer ähnlichen Software auch ein loses Rad erkannt werden, engl. Loose Wheel Indicator.

## Vor- und Nachteile, Kosten
Die Vor- und Nachteile zwischen direkten und indirekten System sind im Wesentlichen die Kosten und der Funktionsumfang. Direkt messende Systeme benötigen im Gegensatz zu indirekten Systemen eigene Hardware in Form von Steuergerät und in jedem Reifen ein Sensormodul mit Batterie. Für einen zusätzlichen Satz (Winter)-Reifen kosten die Sensoren 250 bis 300 €, ebenso wenn die Batterien nach einigen Jahren leer sind.  Dadurch fällt auch zusätzlicher Elektroschrott an. Bei jedem Reifenwechsel müssen die Sensoren mit einem RDKS-Programmiergerät konfiguriert und anschließend am Fahrzeug angelernt werden, daher kostet ein Reifenwechsel 50 bis 100 € mehr.
Direkte Systeme sind daher teurer, funktionieren aber genauer. Indirekte Systeme nutzen Hardware, die ohnehin im Fahrzeug vorhanden ist, lediglich die Software wird erweitert. Dieser Kostenvorteil setzt sich im Betrieb fort, da keine Module mit leeren Batterien ausgetauscht werden müssen.
Eine Feldstudie fand, dass Autos mit Reifendruckkontrollsystem etwas seltener zu geringen Druck haben als solche ohne. Ein signifikanter Unterschied zwischen den Systemen fand sich nicht.
Die Funkübertragung (in Europa um 433 MHz) bei direkten Systemen ist weitestgehend unverschlüsselt und unsigniert. Sie kann mit verhältnismäßig geringem Aufwand aus bis zu 40 m Entfernung abgefangen und ausgewertet werden.
Neuere Systeme verwenden für die Funkübertragung Bluetooth Low Energy (BLE).

## Automarken

### Mit indirektem System
- Seat, Mazda und Honda verbauten bisher nur indirekte Systeme.
- Audi, VW und Skoda haben in fast allen Modellen ein indirektes System, Ausnahme sind bei Audi wenige S- und R-Modelle sowie manche A8 (D4), bei VW der Touareg II und Crafter und bei Skoda einige Kodiaq-Ausführungen (z. B. RS mit 20" Felgen).
- Fiat hat fast nur indirekte Systeme.

(Quelle:)

### Mit ausschließlich direktem System
- BMW und Mini
- Ford
- Hyundai und KIA
- Jaguar
- Jeep
- Mercedes und smart
- Opel
- Porsche
- Renault und Dacia, Nissan, Mitsubishi
- Tesla
- Toyota hat bis auf den Aygo 2014 Sowie den Proace 2016 nur direkte Systeme[16]
- Volvo

(Quellen:)
Peugeot und Citroen haben in günstigen Fahrzeugen indirekte und in teureren direkte Systeme installiert.

## Anwendung im Motorrad
Im Motorrad haben auch ohne gesetzliche Vorgaben Reifendruckkontrollsysteme Einzug gehalten. Die Anforderungen sind allerdings anders als beim PKW. Auf der einen Seite ist ein Reifendruckverlust noch gefährlicher als beim PKW, auf der anderen Seite erkennt ein routinierter Fahrer den Luftverlust am Vorderrad schnell beim Lenken, aufgrund der direkten Lenkung ohne Servo-Unterstützung. Beim Rangieren kann die höhere Reibung eines platten Hinterreifens erkannt werden. Beim Kurvenfahren verhält sich das Motorrad mit zu geringen Luftdruck auch deutlich träger.
Eine Besonderheit bei Geländemotorrädern ist der Einsatz von Speichenrädern mit Schlauchreifen. Hier sind noch keine RDC-Systeme möglich. Im harten Geländeeinsatz wird zur Erhöhung der Traktion der Luftdruck deutlich abgesenkt. KTM und BMW umgehen dieses Problem mit schlauchlosen Speichenrädern in verschiedenen Konzepten. KTM dichtet die Speichennippel in der Felge ab, wodurch 40 potentielle Leckagen vorhanden sind. BMW setzt mit seinen schweren Kreuzspeichenrädern auf einen geschlossenen Felgenring mit außenliegenden Speichenköpfen.
Bei Motorrollern werden nur bei wenigen Premium-Fahrzeugen mit großen Felgen RDC-Systeme angeboten. Der Peugeot Metropolis 400 ist damit serienmäßig ausgestattet.
Die Unwucht spielt bei den leichten Rädern eine größere Rolle. Es kommen aber trotzdem nur direkt messende Systeme zum Einsatz, weil der hohe Reifenabrieb und nur eine Fahrspur zu wenig redundante Informationen für die indirekte Messung liefern. Ein Aufkleber auf der Felge soll einen Hinweis geben, damit das RDC bei der Montage nicht beschädigt wird.

## Gesetzeslage

### USA
In den Vereinigten Staaten werden seit 2007 Reifendruckkontrollsysteme für alle Neufahrzeuge (PKW, LKW, Busse) mit einem zulässigen Gesamtgewicht bis zu 10.000 lbs (4.536 kg) gefordert. Die Gesetzesvorgabe des National Highway Traffic Safety Administration (NHTSA) FMVSS 138 beschreibt außerdem die genauen Anforderungen, die von direkten und bedingt von indirekten Systemen erfüllt werden müssen.

### EU
In Europa leitete die Europäische Union durch die EU-Verordnung Nr. 661/2009 eine ähnliche Gesetzgebung ein. Mit der am 19. August 2010 in Kraft getretenen ECE-Regelung Nr. 64 müssen seit dem 1. November 2012 alle neu homologierten Fahrzeugmodelle mit einem Reifendruckkontrollsystem ausgestattet sein. Seit 1. November 2014 ist ein solches System für alle Neuwagen vorgeschrieben.
In Österreich will das BMVIT drei Jahre Übergangsfrist gewähren: Vor 1. November 2017 wird ein fehlendes oder defektes Kontrollsystem bei der §-57a-Überprüfung noch als leichter Mangel gewertet, das Kfz (Pkw oder leichtes Nfz) erhält also das „Pickerl“ und darf weiterfahren, danach als schwerer Mangel, der behoben werden muss. Ein Reserve- oder Notrad benötigt kein Druckkontrollsystem.